# Cornelis Bernardus van Niel
Cornelis Bernardus van Niel (* 4. November 1897 in Haarlem; † 10. März 1985 in Carmel, Kalifornien) war ein niederländisch-US-amerikanischer Mikrobiologe.

## Leben
Nach seinem Studium des Chemieingenieurwesens an der Technischen Universität Delft wurde van Niel Assistent von Albert Jan Kluyver. 1928 wurde er promoviert. Anschließend setzte er seine Arbeiten an der Hopkins Marine Station der Stanford University fort.
1931 stellte er eine Reaktionsgleichung für die Photosynthese auf. Diese und weitere Arbeiten trugen zum grundlegenden Verständnis des Energieflusses in der Biosphäre bei und führten zu zahlreichen weiteren Entdeckungen auf diesem Gebiet. 1945 wurde er in die National Academy of Sciences, 1948 in die American Philosophical Society sowie 1950 in die American Academy of Arts and Sciences und die Königlich Niederländische Akademie der Wissenschaften gewählt, 1954 in die Göttinger Akademie der Wissenschaften und 1958 zum Mitglied der Leopoldina.
1963 wurde er mit der National Medal of Science für seine grundlegenden Untersuchungen in der vergleichenden Biochemie von Mikroorganismen, seine Arbeiten zu den Mechanismen der Photosynthese und für seine Leistungen in der Lehre ausgezeichnet. 1970 erhielt van Niel die Leeuwenhoek-Medaille für seine herausragenden Beiträge auf dem Gebiet der Mikrobiologie.

## Werke
- A[lbert] J[an] Kluyver, C[ornelis] B[ernardus] van Niel: The microbe's Contribution to biology. Harvard Univ. Pr., Cambridge, Mass. 1956.
- C. B. Van Niel: The „Delft School“ and the rise of general microbiology. In: Bacteriol Rev. 13(3), 1949 September, S. 161–174. (pdf)